# Conan Exiles
Conan Exiles es un videojuego de supervivencia desarrollado y publicado por Funcom para Microsoft Windows, PlayStation 4 y Xbox One. El juego se desarrolla en el mundo de Conan el Bárbaro. El personaje jugable personalizado comienza su viaje en el yermo y deberá conseguir recursos y sobrevivir a los peligros que habitan en el mundo. Las primeras versiones de acceso del juego se lanzaron en 2017, y el juego oficialmente se lanzó el 8 de mayo de 2018 en todo el mundo.

## Jugabilidad
La premisa más básica de Conan Exiles es la supervivencia en la ficticia Era Hiboria prehistórica. Los personajes de los jugadores comienzan siendo condenados por diversos crímenes, sentenciados a muerte y son crucificados bajo el ardiente sol del desierto, en espera de su inminente muerte. El jugador es rescatado por Conan, quien se despide con un "nos volveremos a ver", sin embargo, como un exiliado ahora el jugador debe navegar por un paisaje desértico áspero, apropiadamente llamado La Tierra del Exilio. Aunque es grande, este fue inicialmente el único bioma disponible para la exploración. La nueva actualización agregó un bioma llamado The Frozen North, que agregó nuevos elementos para construir, nuevas armaduras y un terreno completamente nuevo para explorar. También agregó el metal celestial que se usa para construir una armadura fuerte y mejores armas.

## Creación de personaje
Conan Exiles presenta una gran cantidad de opciones de personalización, como género, voz y varias opciones de personalización de atributos físicos para la cabeza y el cuerpo. Se pueden elegir muchas razas entre las que se incluyen cimerio, estigio, hiborio, nordheimer y más. De forma más controvertida, también están disponibles la personalización del tamaño de los senos en personajes femeninos y el tamaño del pene en personajes masculinos. También se ha agregado la definición muscular.
La religión juega un papel importante en Conan Exiles. Los jugadores inicialmente pueden jurar lealtad a uno de los cuatro dioses del panteón, Crom, Set, Yog, Mitra, o ninguno en absoluto. Todas las religiones pueden aprenderse más tarde de los NPC en el juego. Los acólitos de NPC se pueden usar para elegir o cambiar la lealtad a una deidad más tarde.